# Maureles
Maureles is een plaats (freguesia) in de Portugese gemeente Marco de Canaveses en telt 402 inwoners (2001).